# Rząśnik (powiat wyszkowski)
Rząśnik – wieś w Polsce położona w województwie mazowieckim, w powiecie wyszkowskim, w gminie Rząśnik. Ma status sołectwa.
| SIMC    | Nazwa   | Rodzaj    |
| ------- | ------- | --------- |
| 0519179 | Parcele | część wsi |

Wieś jest siedzibą Urzędu Gminy Rząśnik. Miejscowość liczy ok. 1700 mieszkańców, a większość osób zamieszkuje dwie główne ulice: Wyszkowską i Jesionową.
Prywatna wieś duchowna położona była w drugiej połowie XVI wieku w powiecie kamienieckim ziemi nurskiej województwa mazowieckiego. W latach 1975–1998 miejscowość należała administracyjnie do województwa ostrołęckiego. Miejscowość jest siedzibą gminy Rząśnik.
W miejscowości znajduje się kościół, który jest siedzibą parafii NMP Matki Kościoła. W strukturze kościoła rzymskokatolickiego parafia należy do metropolii białostockiej, diecezji łomżyńskiej, dekanatu Wyszków.

## Historia
Wieś powstała prawdopodobnie w 1498 roku. W 1999 świętowała swoje pięćsetlecie.
W latach 1946–1951 w Rząśniku i jego okolicach w ramach podziemia niepodległościowego działał oddział Jana Kmiołka „Wira”, składający się z mieszkańców Rząśnika i okolicznych miejscowości. Grupa wchodziła w skład Narodowego Zjednoczenia Wojskowego. Spośród wielu akcji, odnotowywanych w „Księdze zbioru i streszczeń” (kronice, która była dowodem w sądzie), do najgłośniejszych należało rozbicie powiatowego więzienia UBP w Pułtusku (30.10.1946 r.) i wyrwanie się z obławy MO i UB 15 sierpnia 1948 roku na bagnach Pulwy.
Jan Kmiołek został stracony razem z żołnierzem ze swojego oddziału, Stanisławem Kowalczykiem ps. „Baśka”, „Odwet” z Gródka (pow. pułtuski). Miejsce ich pochówku jest nieznane.
W miejscowości od 1935 działało Państwowe Gospodarstwo Łąkowe Rząśnik, administrujące folwarkiem Rząśnik oraz częścią bagien Pulwy.

## Oświata
Na terenie wsi działa Zespół Szkół Publicznych imienia ks. Jana Twardowskiego, którego dyrektorem jest Katarzyna Abramczyk. Do Zespołu należą Szkoła Podstawowa i Gimnazjum, a także oddział przedszkolny. Siedzibą szkoły jest nowy budynek oddany do użytku w 2002 roku. Do placówki uczęszcza obecnie ponad 500 uczniów.

## Sport
W 2006 roku został założony „Wiejski Klub Sportowy Rząśnik”, którego prezesem został Krzysztof Archacki. Drużyna w sezonie 2008/2009 zajęła 2 miejsce w IV grupie warszawskiej B-klasy i awansowała do klasy A. Trenerem drużyny jest Jan Majewski. W maju 2009 roku w klubie otwarto sekcje trampkarzy starszych, której szkoleniowcami są Marek Kucharczyk i Łukasz Abramczyk. W miejscowości znajduje się hala sportowa otwarta w 2006 roku. Gościem specjalnym uroczystości otwarcia był były bokser Jerzy Kulej. Odbywają się na niej zawody nie tylko sportowe, ale również imprezy kulturalne.
W sezonie 2018/19 drużyna grała w klasa A 2018/2019 w grupie Warszawa I.